# József Kis
Pour les articles homonymes, voir Kis.
Ne doit pas être confondu avec József Kiss.
Dans le nom hongrois Kis József, le nom de famille précède le prénom, mais cet article utilise l’ordre habituel en français József Kis, où le prénom précède le nom.
József Kis (né le 13 avril 1917 à Budapest, alors dans l'Empire austro-hongrois et mort le 18 janvier 1990  dans la même ville) est un réalisateur et scénariste hongrois.

## Filmographie partielle

### Comme réalisateur
- 1950 : A világ ifjúsága
- 1957 : Kis Samu Jóska
- 1960 : Égre nyíló ablak
- 1960 : Hajnali harmat országa: Korea
- 1960 : A Dél országa (Vietnám)
- 1961 : Szentkút
- 1962 : Májusi fagy
- 1963 : Félúton
- 1964 : Élö múlt
- 1970 : Mit jelent Önnek?
- 1970 : A barátság útján
- 1977 : Nemzeti jövedelem
- 1979 : Lélek és szellem
- 1979 : Jóga
- 1979 : Allende Kollégium
- 1980 : Nagykorúság
- 1980 : A kövek beszélnek
- 1981 : Kovácsmüvészet
- 1981 : Ég és Föld elválasztása
- 1981 : A puszta emeletei
- 1983 : Nyitott utak
- 1984 : Hazánk
- 1986 : Khromoy dervish (ru) / Sánta dervis (hu)
- 1988 : Tiszán innen, Dunán túl...

## Récompenses et distinctions
- Prix Kossuth
- Prix Béla Balázs